# Chiliboy Ralepelle
Mahlatse Ralepelle (11 de septiembre de 1986) es un jugador sudafricano de rugby que se desempeña como hooker.

## Carrera
Ralepelle debutó en los Blue Bulls de la Currie Cup en 2005. Un año después fue contratado para jugar en los Bulls, una de las franquicias sudafricanas del Super Rugby. En 2013 fue contratado por el club francés Stade Toulousain del Top 14 donde juega actualmente.